# Список глав Эстонии

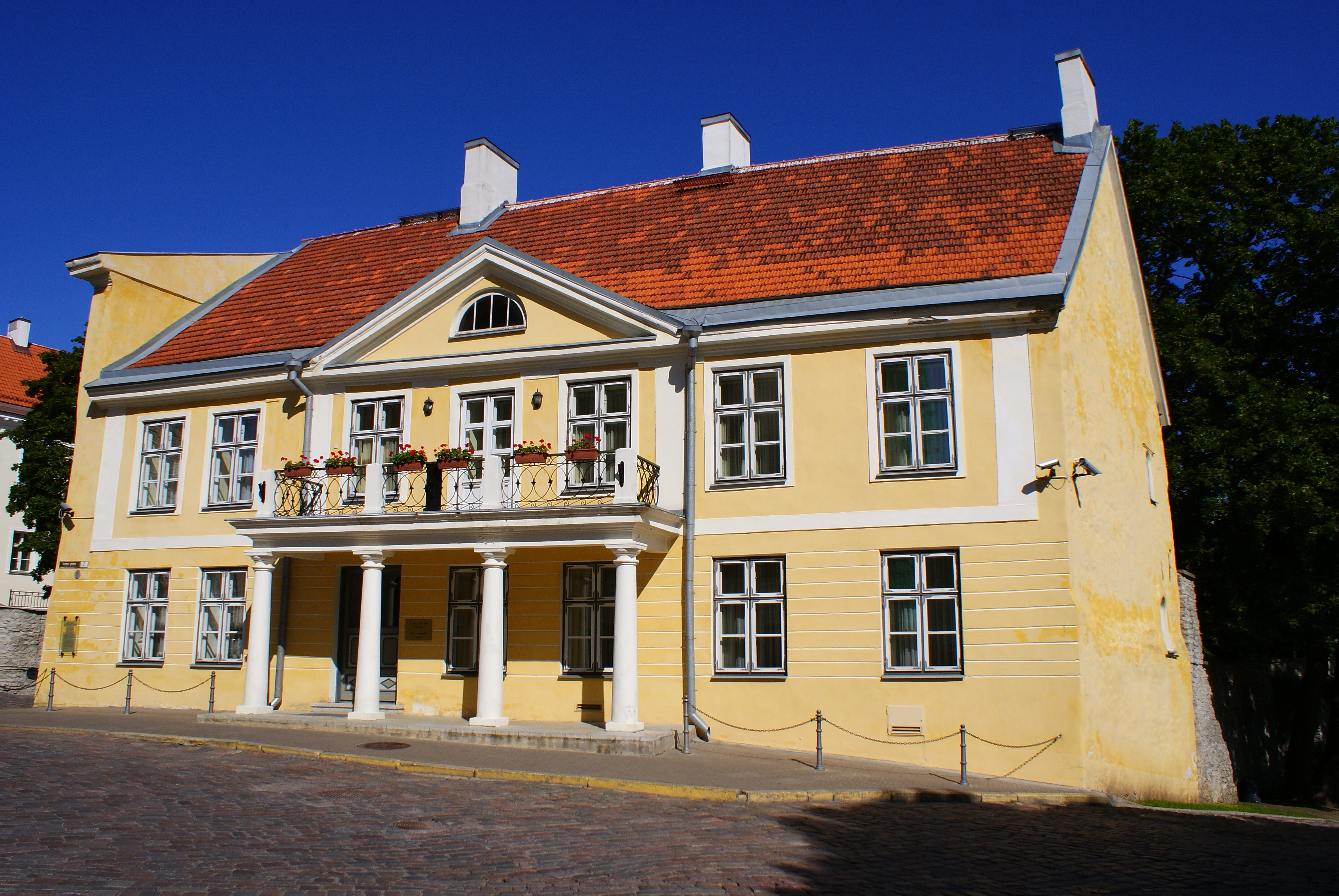
Riigivanema maja, резиденция государственного старейшины (1919—1920)

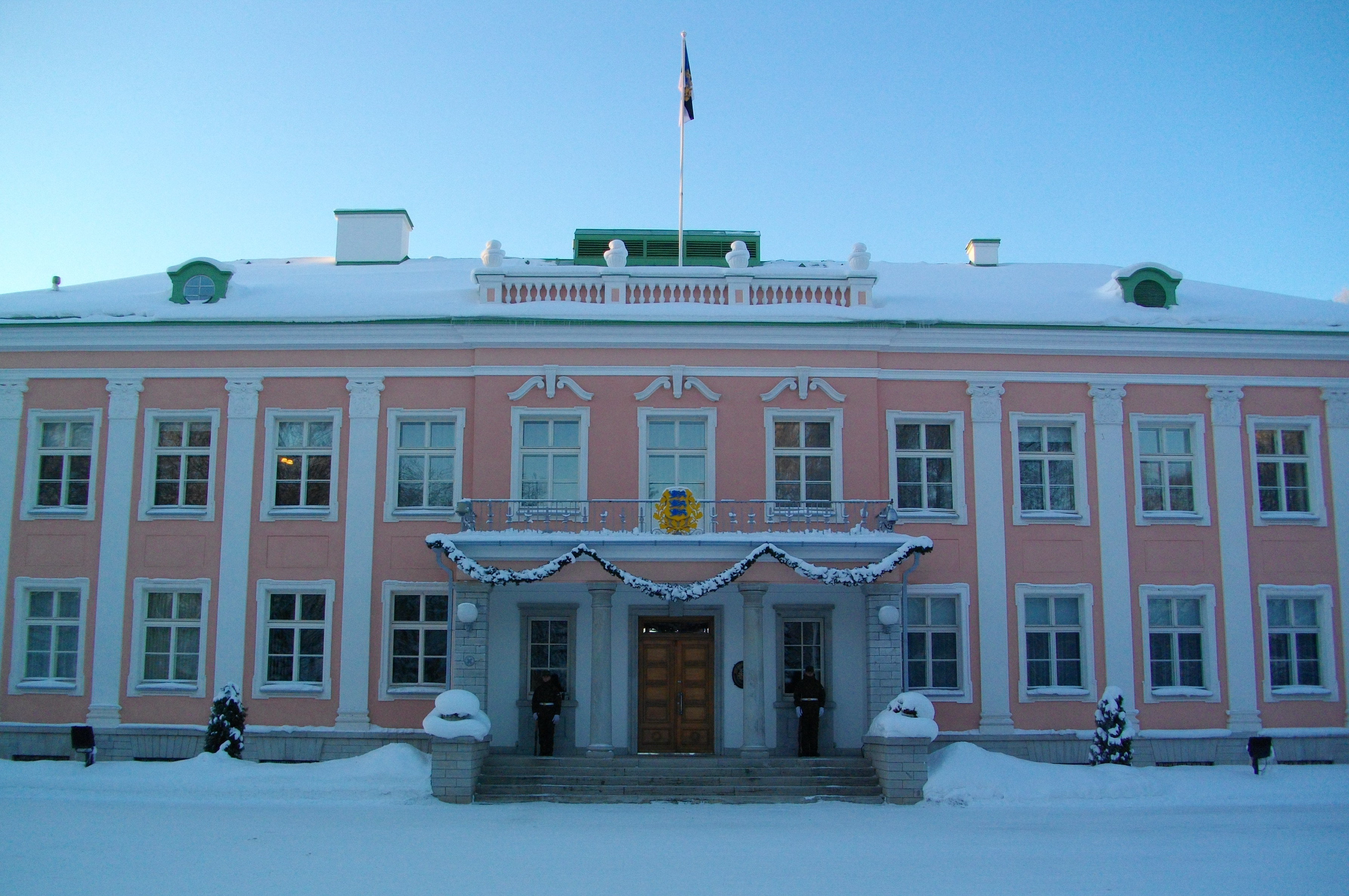
Резиденция президента в районе Кадриорг

Список глав Эстонии включает в себя лиц, занимавших высший государственный пост в Эстонии независимо от его наименования, включая лиц, возглавлявших эстонскую государственность в период образования эстонской государственности(), руководителей правительства в изгнании() и руководителей правительства советской республики в составе СССР().
Использованная в первом столбце таблиц нумерация является условной; также условным является использование в первом столбце цветовой заливки, служащей для упрощения восприятия принадлежности лиц к различным политическим силам без необходимости обращения к столбцу, отражающему партийную принадлежность. Наряду с партийной принадлежностью, в столбце «Партия» также отражён внепартийный (независимый) статус персоналий. В таблицах в столбце «Выборы» отражены состоявшиеся выборные процедуры (для государственных старейшин показаны выборы состава парламента, их избравшего); в случае, если глава государства получил полномочия без таковых, столбец не заполняется. Для удобства список разделён на принятые в историографии периоды истории страны. Приведённые в преамбулах к каждому из разделов описания этих периодов призваны пояснить особенности политической жизни Эстонии.

## Создание Эстонской Республики (1917—1920)
Процесс создания независимого эстонского государства был начат революционными событиями в России в феврале 1917 года и в целом завершён формированием государственных органов в соответствии с принятой в 1920 году первой конституцией Эстонии. В этот период на будущей территории страны осуществляли деятельность несколько самопровозглашённых или выборных государственных органов.

### Земский совет, Комитет спасения, Учредительное собрание (1917—1920)
30 марта (12 апреля) 1917 года Временное правительство России издало постановление «О временном устройстве административного управления и местного самоуправления Эстляндской губернии». Она была объединена с северной частью Лифляндской губернии и образовала Эстляндскую автономную губернию. Согласно постановлению, для представительства Временного правительства был назначен губернский комиссар (им стал Яан Поска, при котором создавался Временный губернский земский совет. Первое заседание Земского совета состоялось 1 (14) июля 1917 года в Ревеле.
23 октября (5 ноября) 1917 года в Ревеле была установлена Советская власть, 27 октября (9 ноября) 1917 года комиссар Всероссийского Временного правительства Яан Поска официально передал все дела по управлению Эстляндской губернией уполномоченному Военно-революционного комитета Эстляндской губернии В. Э. Кингисеппу. После Октябрьской революции в Петрограде, Земский совет отказался признать новую власть и на заседании 15 (28) ноября 1917 года провозгласил себя законной верховной властью на территории Эстляндской губернии до созыва в ней Учредительного собрания. 26 ноября (9 декабря) 1917 года Земский совет был распущен большевиками, однако его лидеры продолжили свою деятельность в подполье.

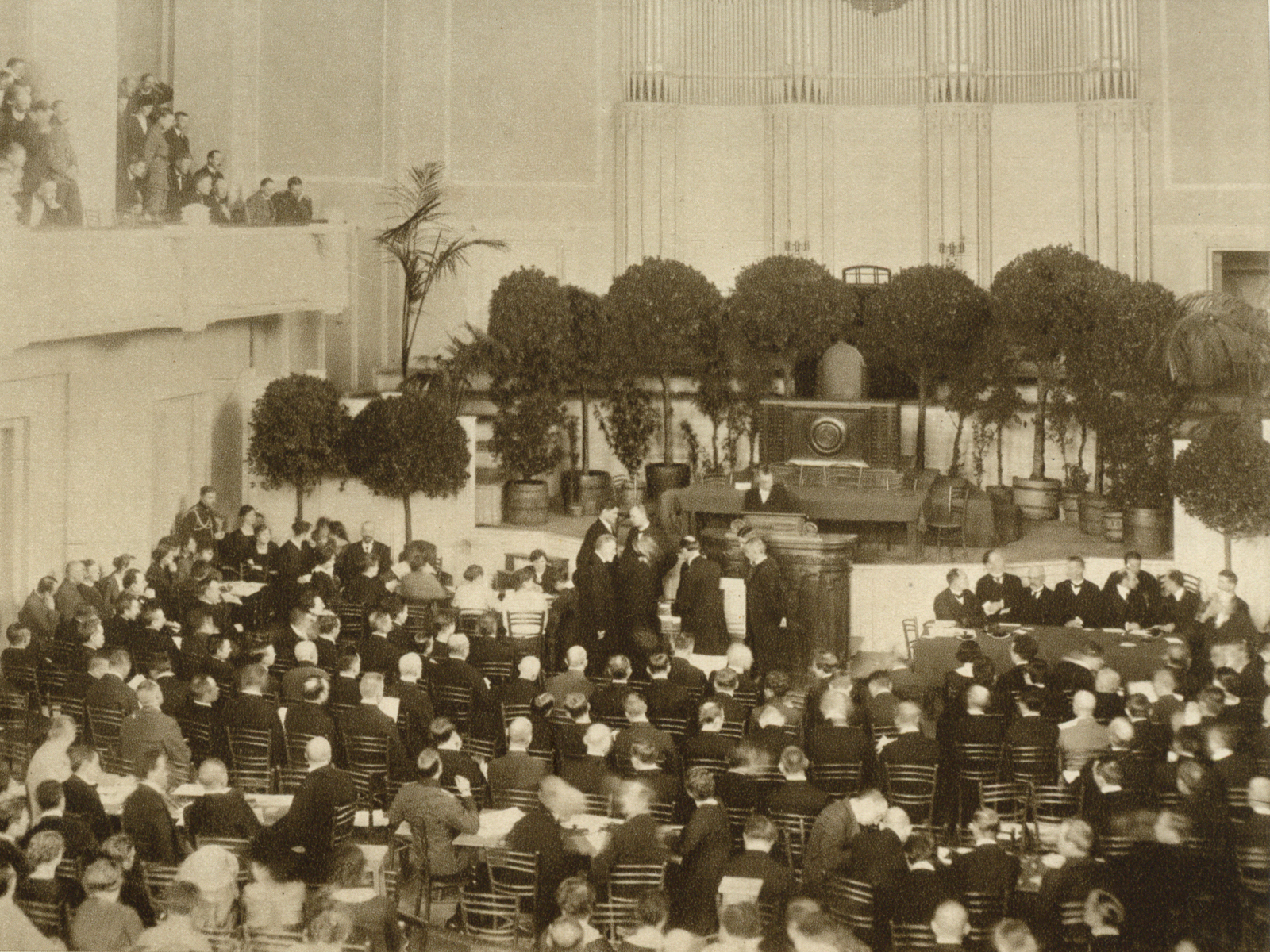
Первое заседание Эстонского Учредительного собрания, 23 апреля 1919 года

На выборах в Эстонское Учредительное собрание в начале 1918 года две трети избирателей поддержали партии, настаивающие на государственном статусе Эстонии, после чего выборы были объявлены недействительными. Совет старейшин Земского совета решил провозгласить независимость Эстонии, для чего 19 февраля был создан Комитет спасения Эстонии (в составе трёх членов комитета, как орган исполнительной власти на время, когда не осуществлялась деятельность Земского совета) с особыми полномочиями. 23 февраля в Пярну Комитет спасения огласил «Манифест ко всем народам Эстонии», в котором провозглашалась независимость Эстонской республики. Возможность огласить его в Ревеле появилась только утром 25 февраля, после чего было сформировано Временное правительство во главе с Константином Пятсом. В этот же день в город вошли германские войска.
11 ноября 1918 года было заключено Компьенское перемирие между Германской империей и Антантой, что означало и прекращение германской оккупации Эстонии. В тот же день в Таллинне возобновило легальную работу Временное правительство, однако только 19 ноября представитель германского правительства Август Винниг подписал (в Риге) документ о передаче гражданского управления эстонской администрации. Земский совет продолжил работать как представительский орган до 23 апреля 1919 года — дня открытия I сессии Учредительного собрания. Полномочия Комитета спасения были прекращены на следующий день, с избранием председателем Учредительного собрания Аугуста Рея, ставшего главой эстонского государства до 20 декабря 1920 года, когда Учредительное собрание самораспустилось после принятия 15 июня 1920 года конституции и проведения в соответствии с нею первых парламентских выборов.
| | Портрет | Имя (годы жизни) | Полномочия | Полномочия | Партия | Пр. |
| Начало | Портрет | Имя (годы жизни) | Окончание | | Партия | Пр. |
| Комиссар автономной Эстляндской губернии от Временного правительства России (эст. Volinik autonoomse Eestimaa kubermangu alates Ajutise valitsuse Venemaa) | Комиссар автономной Эстляндской губернии от Временного правительства России (эст. Volinik autonoomse Eestimaa kubermangu alates Ajutise valitsuse Venemaa) | Комиссар автономной Эстляндской губернии от Временного правительства России (эст. Volinik autonoomse Eestimaa kubermangu alates Ajutise valitsuse Venemaa) | Комиссар автономной Эстляндской губернии от Временного правительства России (эст. Volinik autonoomse Eestimaa kubermangu alates Ajutise valitsuse Venemaa) | Комиссар автономной Эстляндской губернии от Временного правительства России (эст. Volinik autonoomse Eestimaa kubermangu alates Ajutise valitsuse Venemaa) | Комиссар автономной Эстляндской губернии от Временного правительства России (эст. Volinik autonoomse Eestimaa kubermangu alates Ajutise valitsuse Venemaa) | Комиссар автономной Эстляндской губернии от Временного правительства России (эст. Volinik autonoomse Eestimaa kubermangu alates Ajutise valitsuse Venemaa) |
| --- | --- | --- | --- | --- | --- | --- |
| | | Яан Поска (1866—1920) эст. Jaan Poska (Поска, Иван Иванович)                                                                                               | 30 марта (12 апреля) 1917 | 27 октября (9 ноября) 1917 | Эстонская демократическая партия | [ 17 ] |
| Комитет спасения Эстонии (эст. Eestimaa päästekomitee) | | | | | | |
| | | Константин Пятс (1874—1956) эст. Konstantin Päts | 19 февраля 1918 | 24 апреля 1919 | Союз эстонского народа | [ 18 ] [ 19 ] |
| | | Константин Коник (1873—1936) эст. Konstantin Konik | 19 февраля 1918 | 24 апреля 1919 | Эстонская трудовая партия | [ 20 ] |
| | | Йюри Вильмс (1889—1918) эст. Jüri Vilms | 19 февраля 1918 | 13 апреля 1918 | Эстонская трудовая партия | [ 21 ] |
| Председатель Эстонского Учредительного собрания (эст. Eesti Asutava kogu esimees)                                                                          | | | | | | |
| | | Аугуст Рей (1886—1963) эст. August Rei | 24 апреля 1919 | 20 декабря 1920 | Эстонская социал-демократическая рабочая партия | [ 22 ] [ 23 ] |

### Советская власть (1917—1918), Эстляндская трудовая коммуна (1918—1920)

Члены Совета Эстляндской трудовой коммуны. Слева направо: Х. Пегельман, Я. Анвельт, О. Рястас, Й. Кясперт, М. Тракман, К. Мюльберг и А. Вальнер

С 12 (25) октября 1917 года по 14 (27) октября 1917 года в Ревеле состоялся II съезд Советов Эстляндской губернии, который потребовал перехода всей власти в губернии к Советам рабочих и солдатских депутатов. 22 октября (4 ноября) 1917 года на совместном заседании Исполкома Советов Эстляндской губернии и Исполкома Ревельского Совета рабочих и солдатских депутатов был образован Военно-революционный комитет Эстляндской губернии (ВРК) под председательством И. В. Рабчинского, на следующий день взявший под контроль все стратегические пункты Ревеля. В течение трёх дней власть в Эстляндской губернии, за исключением оккупированного германскими войсками Моонзундского архипелага, перешла к Советам рабочих и солдатских депутатов, и 27 октября (9 ноября) 1917 года комиссар Всероссийского Временного правительства Яан Поска официально передал все дела по управлению Эстляндской губернией уполномоченному ВРК В. Э. Кингисеппу. 12 января 1918 года верховным органом власти был объявлен Исполнительный комитет Эстляндского Совета рабочих, воинских, безземельных и малоземельных депутатов под председательством Яана Анвельта.
19 января (1 февраля) 1918 года Исполком опубликовал проект конституции, в котором будущая Эстонская советская республика провозглашалась автономной частью Российской Федеративной Советской Республики, но 11 (24) февраля 1918 года, накануне оккупации Ревеля германскими войсками (и предшествующего этому оглашения Комитетом спасения Эстонии манифеста об эстонской независимости и создания Временного правительства), представители Совета были эвакуированы в Петроград.
15 июля 1918 года в Москве на конференции эстонских секций РКП(б) было принято решение о создании Красных эстонских полков — национальных подразделений Красной Армии. После занятия Нарвы Красной армией в городе был образован Временный революционный комитет (ревком), провозгласивший 29 ноября 1918 года создание Эстляндской трудовой коммуны, её временной столицей была объявлена Нарва; сформированный Совет Коммуны возглавил Яан Анвельт. 7 декабря 1918 года Совет народных комиссаров РСФСР издал декрет о признании независимости Эстляндской трудовой коммуны. 7 января 1919 года при поддержке Антанты началось совместное контрнаступление вооружённых сил Эстонской республики и белогвардейских сил под командованием генерала Н. Юденича, в результате которого 19 января была взята Нарва. Совет Коммуны покинул город, до 1 февраля работал в Выру, затем до 4 февраля — в латвийском Алуксне, после переехал в Лугу (по другим источникам — в Старую Руссу), где объявил о самороспуске.
| | Портрет | Имя (годы жизни) | Полномочия | Полномочия | Партия | Пр. |
| Начало | Портрет | Имя (годы жизни) | Окончание | | Партия | Пр. |
| Председатель Военного революционного комитета Эстляндской губернии (эст. Eestimaa Sõja-Revolutsioonikomitee esimees) | Председатель Военного революционного комитета Эстляндской губернии (эст. Eestimaa Sõja-Revolutsioonikomitee esimees) | Председатель Военного революционного комитета Эстляндской губернии (эст. Eestimaa Sõja-Revolutsioonikomitee esimees) | Председатель Военного революционного комитета Эстляндской губернии (эст. Eestimaa Sõja-Revolutsioonikomitee esimees) | Председатель Военного революционного комитета Эстляндской губернии (эст. Eestimaa Sõja-Revolutsioonikomitee esimees) | Председатель Военного революционного комитета Эстляндской губернии (эст. Eestimaa Sõja-Revolutsioonikomitee esimees) | Председатель Военного революционного комитета Эстляндской губернии (эст. Eestimaa Sõja-Revolutsioonikomitee esimees) |
| --- | --- | --- | --- | --- | --- | --- |
| | | Иван Васильевич Рабчинский (1879—1950) эст. Ivan Rabtšinski                                                          | 27 октября (9 ноября) 1917                                                                                           | 12 (25) января 1918                                                                                                  | Российская социал-демократическая рабочая партия (большевиков)                                                       | [ 27 ] |
| Председатель Исполнительного комитета Эстляндского Совета рабочих, воинских, безземельных и малоземельных депутатов (эст. Täidesaatva komitee ja Eesti Nõukogu ja töötajad, sõjaväe, maata ja vähe maa saadikute esimees) | | | | | | |
| | | Яан Анвельт (1879—1937) эст. Jaan Anvelt (Анвельт, Ян Янович)                                                        | 12 (25) января 1918                                                                                                  | 11 (24) февраля 1918                                                                                                 | Российская социал-демократическая рабочая партия (большевиков)                                                       | [ 28 ] |
| Председатель Совета Эстляндской трудовой коммуны (эст. Eesti Töörahva Kommuuni Nõukogu esimees) | | | | | | |
| | | Яан Анвельт (1879—1937) эст. Jaan Anvelt (Анвельт, Ян Янович)                                                        | 29 ноября 1918 | 14 мая 1919 | Российская социал-демократическая рабочая партия (большевиков)                                                       | [ 28 ] |

## Первая Республика (1920—1940)

### Государственные старейшины (1920—1937)
Государственный старейшина (эст. Riigivanem) — должность руководителя правительства Эстонии и одновременно главы эстонского государства. Согласно конституции, принятой 15 июня 1920 года Учредительным собранием (вступила в силу 21 декабря 1920 года), членами Правительства Эстонской Республики являлись государственный старейшина и министры. Первый был наделён полномочиями представлять государство, управлять деятельностью правительства и руководить его заседаниями, но не мог выполнять роль арбитра в конфликтах правительства с Рийгикогу (парламентом). После проведения первых выборов в Рийгикогу, Учредительное собрание самораспустилось 20 декабря 1920 года.
|           | Портрет      | Имя (годы жизни) | Полномочия      | Полномочия      | Партия                                    | Выборы        | Пр.           |
| Начало    | Портрет      | Имя (годы жизни) | Окончание       |                 | Партия                                    | Выборы        | Пр.           |
| --------- | ------------ | --- | --------------- | --------------- | ----------------------------------------- | ------------- | ------------- |
| 1         |              | Антс Пийп (1884—1942) эст. Ants Piip                                                                                                | 20 декабря 1920 | 25 января 1921  | Эстонская трудовая партия                 | 1920          | [ 30 ] [ 31 ] |
| 2 (I)     |              | Константин Пятс (1874—1956) эст. Konstantin Päts                                                                                    | 25 января 1921  | 21 ноября 1922  | Объединение аграриев                      | 1920          | [ 18 ] [ 19 ] |
| 3         |              | Юхан Кукк (1885—1942) эст. Juhan (Johann) Kukk                                                                                      | 21 ноября 1922  | 2 августа 1923  | Эстонская трудовая партия                 | 1920          | [ 32 ] [ 33 ] |
| 3         | 1923         | Юхан Кукк (1885—1942) эст. Juhan (Johann) Kukk                                                                                      | 21 ноября 1922  | 2 августа 1923  | Эстонская трудовая партия                 |               | [ 32 ] [ 33 ] |
| 2 (II)    |              | Константин Пятс (1874—1956) эст. Konstantin Päts                                                                                    | 2 августа 1923  | 26 марта 1924   | Объединение аграриев                      | [ 18 ] [ 19 ] |               |
| 4         |              | Фридрих Карл Акель (1871—1941) эст. Friedrich Karl Akel                                                                             | 26 марта 1924   | 16 декабря 1924 | Христианская народная партия              | [ 34 ] [ 35 ] |               |
| 5         |              | Йюри Яаксон (1870—1942) эст. Jüri Jaakson                                                                                           | 16 декабря 1924 | 15 декабря 1925 | Народная партия Эстонии                   | [ 36 ] [ 37 ] |               |
| 6 (I—III) |              | Яан Теэмант (1872—1941) эст. Jaan Teemant                                                                                           | 15 декабря 1925 | 23 июля 1926    | Объединение аграриев                      | [ 38 ] [ 39 ] |               |
| 6 (I—III) | 1926         | Яан Теэмант (1872—1941) эст. Jaan Teemant                                                                                           | 15 декабря 1925 | 23 июля 1926    | Объединение аграриев                      | [ 38 ] [ 39 ] |               |
| 6 (I—III) | 23 июля 1926 | Яан Теэмант (1872—1941) эст. Jaan Teemant                                                                                           | 4 марта 1927    |                 | Объединение аграриев                      | [ 38 ] [ 39 ] |               |
| 6 (I—III) | 4 марта 1927 | Яан Теэмант (1872—1941) эст. Jaan Teemant                                                                                           | 9 декабря 1927  |                 | Объединение аграриев                      | [ 38 ] [ 39 ] |               |
| 7 (I)     |              | Яан Тыниссон (1868—1941?) эст. Jaan Tõnisson                                                                                        | 9 декабря 1927  | 4 декабря 1928  | Народная партия Эстонии                   | [ 40 ] [ 41 ] |               |
| 8         |              | Аугуст Рей (1886—1963) эст. August Rei                                                                                              | 4 декабря 1928  | 9 июля 1929     | Эстонская социалистическая рабочая партия | [ 22 ] [ 23 ] |               |
| 8         | 1929         | Аугуст Рей (1886—1963) эст. August Rei                                                                                              | 4 декабря 1928  | 9 июля 1929     | Эстонская социалистическая рабочая партия | [ 22 ] [ 23 ] |               |
| 9         |              | Отто Аугуст Страндман (1875—1941) эст. Otto August Strandman                                                                        | 9 июля 1929     | 12 февраля 1931 | Эстонская трудовая партия                 | [ 42 ] [ 43 ] |               |
| 2 (III)   |              | Константин Пятс (1874—1956) эст. Konstantin Päts                                                                                    | 12 февраля 1931 | 19 февраля 1932 | Объединение аграриев                      | [ 18 ] [ 19 ] |               |
| 6 (IV)    |              | Ян Теэмант (1872—1941) эст. Jaan Teemant                                                                                            | 19 февраля 1932 | 19 июля 1932    | Объединённая фермерская партия            | [ 38 ] [ 39 ] |               |
| 6 (IV)    | 1932         | Ян Теэмант (1872—1941) эст. Jaan Teemant                                                                                            | 19 февраля 1932 | 19 июля 1932    | Объединённая фермерская партия            | [ 38 ] [ 39 ] |               |
| 10        |              | Карл Аугуст Эйнбунд (1888—1942) эст. Karl August Einbund в 1935 году принял эстонизированное имя Каарел Ээнпалу эст. Kaarel Eenpalu | 19 июля 1932    | 1 ноября 1932   | Объединённая фермерская партия            | [ 44 ] [ 45 ] |               |
| 2 (IV)    |              | Константин Пятс (1874—1956) эст. Konstantin Päts                                                                                    | 1 ноября 1932   | 18 мая 1933     | Объединённая фермерская партия            | [ 18 ] [ 19 ] |               |
| 7 (II)    |              | Яан Тыниссон (1868—1941?) эст. Jaan Tõnisson                                                                                        | 18 мая 1933     | 21 октября 1933 | Национальная центристская партия          | [ 40 ] [ 41 ] |               |
| 2 (V)     |              | Константин Пятс (1874—1956) эст. Konstantin Päts                                                                                    | 21 октября 1933 | 24 января 1934  | Объединение аграриев                      | [ 18 ] [ 19 ] |               |

### Диктатура Пятса (1934—1940), присоединение к СССР (1940)

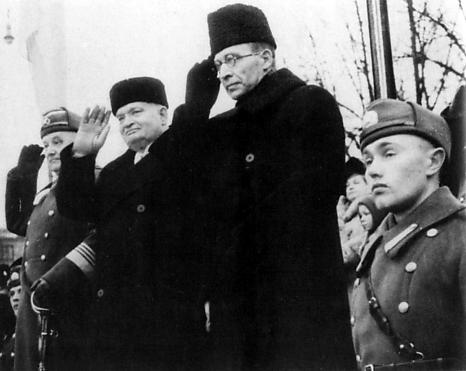
Празднование годовщины независимости Эстонии, 24 февраля 1940 года. Слева направо: генерал Йохан Лайдонер, президент Константин Пятс, премьер-министр Йюри Улуотс

После двух неудачных попыток реформировать государство (на референдумах 13 августа 1932 года и 10 июня 1933 года подготовленные Рийгикогу проекты конституции не нашли поддержки) на референдуме, прошедшем 14—16 октября 1933 года, была одобрена предложенная радикальной Лигой ветеранов Освободительной войны новая конституция, ограничившая полномочия законодателей (было введено право вето главы государства на решения парламента и право его роспуска) и осуществившая разделение постов главы государства, избираемого прямыми выборами, и главы правительства.
Со дня вступления второй конституции в силу 24 января 1934 года Константин Пятс как действующий глава правительства сохранил за собой полномочия главы государства на период до проведения его прямых выборов; опасаясь проигрыша на них лидеру ультраправой Лиге ветеранов Артуру Сирку, Пятс осуществил ряд мероприятий по укреплению своей власти, получивших название «государственного переворота»: 12 марта 1934 года в 14:00 по всей стране состоялись аресты членов Лиги ветеранов, в 17:30 на экстренном заседании правительства деятельность Лиги была запрещена, генерал в отставке Йохан Лайдонер назначен главнокомандующим Вооружённых сил и руководителем внутренней обороны. 2 октября 1934 года состоялось последнее заседание Рийгикогу, прекращение деятельности которого стало началом авторитарной диктатуры («эпохи безмолвия», эст. Vaikiv ajastu). 5 марта 1935 года по распоряжению министра внутренних дел был установлен запрет на деятельность политических партий, однако 7 марта по инициативе Пятса был создан «Союз Отечества», общенациональное объединение, имеющее целью укрепление государственного единогласия.
В этих условиях 23—25 февраля 1936 года был проведён референдум об одобрении предшествовавших действий Пятса, подтверждении его чрезвычайных полномочий и созыве национального собрания (эст. Rahvuskogu) для принятия новой конституции. Выборы в национальное собрание состоялись 12—14 декабря 1936 года, 18 февраля 1937 года оно начало работу, а 28 июля — утвердило третью конституцию (вступила в силу 1 января 1938 года), по которой парламент становился двухпалатным органом и вводился пост президента республики с 6-летним сроком полномочий и правом издания законов в виде президентских декретов. Закон о переходном периоде, опубликованный одновременно с конституцией, но вступивший в силу 3 сентября 1937 года, наделил Пятса до вступления в должность избранного президента полномочиями «протектора (хранителя) государства» (эст. Riigihoidja, регент). На состоявшихся 24 апреля 1938 года президентских выборах предсказуемо победил Константин Пятс.
После подписания 23 августа 1939 года Договора о ненападении между Германией и Советским Союзом, секретным дополнительным протоколом к которому Эстония была отнесена к сфере интересов СССР, СССР оказало давление на Эстонию, сначала вынудив её предоставить в его распоряжение несколько военных и военно-морских баз на эстонской территории (на основании Пакта о взаимопомощи между СССР и Эстонской Республикой от 28 сентября 1939 года), затем, обвинив 15 июня 1940 года эстонскую сторону в нарушении условий Пакта, добилось свободного пропуска на территорию Эстонии советских воинских частей и смены правительства страны. После формирования 21 июня правительства во главе с Йоханнесом Варесом, 5 июля президент Пятс подписал указ о проведении внеочередных парламентских выборов, а также отдал приказ правительству о принятии необходимых мер для организации их проведения. Внеочередные выборы, прошедшие 14—15 июля 1940 года по ускоренной процедуре (согласно срочно принятым многочисленным поправкам к Закону о выборах), принесли победу Союзу трудового народа Эстонии (списки иных партий и объединений по разным основаниям к выборам допущены не были). 21 июля первая сессия парламента нового созыва приняла решение об установлении в стране Советской власти и образовании Эстонской Советской Социалистической Республики. 22 июля была принята декларация о вступлении Эстонии в состав СССР. В тот же день президент Константин Пятс подал прошение об отставке, которое было удовлетворено на следующий день. Согласно Конституции, исполняющим обязанности президента стал премьер-министр Йоханнес Варес.
|                 | Портрет        | Имя (годы жизни)                                  | Полномочия                             | Полномочия               | Партия               | Выборы | Наименование должности                     | Пр.           |
| Начало          | Портрет        | Имя (годы жизни)                                  | Окончание                              |                          | Партия               | Выборы | Наименование должности                     | Пр.           |
| --------------- | -------------- | ------------------------------------------------- | -------------------------------------- | ------------------------ | -------------------- | ------ | ------------------------------------------ | ------------- |
| 2 (VI—VII)      |                | Константин Пятс (1874—1956) эст. Konstantin Päts) | 24 января 1934                         | 3 сентября 1937          | Объединение аграриев |        | государственный старейшина эст. Riigivanem | [ 18 ] [ 19 ] |
|                 | независимый    | Константин Пятс (1874—1956) эст. Konstantin Päts) | 24 января 1934                         | 3 сентября 1937          |                      |        | государственный старейшина эст. Riigivanem | [ 18 ] [ 19 ] |
| 3 сентября 1937 | 24 апреля 1938 | Константин Пятс (1874—1956) эст. Konstantin Päts) | протектор государства эст. Riigihoidja |                          |                      |        |                                            | [ 18 ] [ 19 ] |
| 24 апреля 1938  | 23 июля 1940   | Константин Пятс (1874—1956) эст. Konstantin Päts) | 1938                                   | президент эст. President |                      |        |                                            | [ 18 ] [ 19 ] |

## Эстонская ССР (1940—1990), восстановление независимости (1990—1992)

Герб Эстонской ССР

23 июля 1940 года президент Константин Пятс подал прошение об отставке, которое было удовлетворено на следующий день. Согласно Конституции, исполняющим обязанности президента стал премьер-министр Йоханнес Варес. 6 августа 1940 года VII сессия Верховного Совета СССР приняла постановление о принятии в состав СССР Эстонской ССР. 25 августа вторая сессия нового парламента Эстонии приняла решение о переименовании его во Временный Верховный Совет Эстонской ССР и образовала соответствующие руководящие органы. Председателем Президиума Верховного Совета (руководителем союзной республики в составе СССР) был избран Варес. Реальная власть в Эстонской ССР осуществлялась через структуры Коммунистической партии (большевиков) Эстонии (с 1952 года переименованной в Коммунистическую партию Эстонии) во главе с Центральным комитетом и Бюро партии и, непосредственно, первым секретарём её Центрального комитета.
12 ноября 1989 года Верховный Совет Эстонской ССР аннулировал свою декларацию от 22 июля 1940 года о вхождении Эстонии в СССР, 16 ноября — принял декларацию о суверенитете, чем положил начало восстановления независимости.
23 марта 1990 года Коммунистическая партия Эстонии пережила раскол. Большинство во главе с Вайно Вялясом, выступавшее за суверенитет Эстонии, заявило о выходе партии из состава КПСС (с июня 1990 года эта группа получила название «Коммунистическая партия (самостоятельная) Эстонии»). 29 марта 1990 года Верховный Совет Эстонской ССР принял решение о ликвидации коллективного Президиума и передачи функций главы государства непосредственно Председателю Верховного Совета, на этот пост был избран Арнольд Рюйтель. На следующий день Верховный Совет ЭССР принял постановление о государственном статусе Эстонии, в котором заявил, что оккупация Эстонии Советским Союзом 17 июня 1940 года не прервала де-юре существования Эстонской Республики, объявил государственную власть Эстонской ССР незаконной с момента её установления и провозгласил начало восстановления Эстонской Республики, с объявлением переходного периода до формирования её конституционных органов государственной власти. 8 мая 1990 года Верховный Совет ЭССР принял закон о признании недействительным наименования «Эстонская Советская Социалистическая Республика», восстановил название «Эстонская республика», а также восстановил действие Конституции 1938 года. 3 марта 1991 года состоялся референдум по вопросу независимости Эстонии, в котором приняли участие лишь правопреемные граждане Эстонской Республики. 78 % проголосовавших поддержали идею национальной независимости от СССР. 20 августа Верховный Совет принял постановление «О государственной независимости Эстонии», которое подтвердило независимость республики. 6 сентября Государственный Совет СССР официально признал независимость Эстонии.
28 июня 1992 года на референдуме была принята четвёртая конституция, которая декларировала преемственность по отношению к государству, присоединённому в 1940 году к Советскому Союзу и подтверждала восстановление Эстонской Республики путём реституции и возвращение к государственному строю, действовавшему до 1940 года. Прошедшие 20 сентября 1992 года выборы на восстановленную должность Президента Эстонии выиграл Леннарт-Георг Мери, он вступил в должность 6 октября 1992 года.
|         | Портрет         | Имя (годы жизни)                                                                       | Полномочия      | Полномочия                                                                                             | Партия | Наименование должности                                                                        | Пр.                  |
| Начало  | Портрет         | Имя (годы жизни)                                                                       | Окончание       | | Партия | Наименование должности                                                                        | Пр.                  |
| ------- | --------------- | -------------------------------------------------------------------------------------- | --------------- | --- | --- | --------------------------------------------------------------------------------------------- | -------------------- |
| и. о.   |                 | Йоханнес Варес (1890—1946) эст. Johannes Vares (Варес, Йоханес Янович)                 | 23 июля 1940    | 25 августа 1940                                                                                        | Коммунистическая партия (большевиков) Эстонии → Коммунистическая партия Эстонии → Коммунистическая партия (самостоятельная) Эстонии | премьер-министр, исполняющий обязанности президента эст. Peaminister, Presidendi kohusetäitja | [ 73 ]               |
| 11      | 25 августа 1940 | Йоханнес Варес (1890—1946) эст. Johannes Vares (Варес, Йоханес Янович)                 | 29 ноября 1946  | Председатель Президиума Верховного Совета Эстонской ССР эст. Eesti NSV Ülemnõukogu Presiidiumi esimees | Коммунистическая партия (большевиков) Эстонии → Коммунистическая партия Эстонии → Коммунистическая партия (самостоятельная) Эстонии |                                                                                               | [ 73 ]               |
| и. о.   |                 | Ниголь Андресен (1899—1985) эст. Nigol Andresen                                        | 29 ноября 1946  | Председатель Президиума Верховного Совета Эстонской ССР эст. Eesti NSV Ülemnõukogu Presiidiumi esimees | Коммунистическая партия (большевиков) Эстонии → Коммунистическая партия Эстонии → Коммунистическая партия (самостоятельная) Эстонии | 5 марта 1947                                                                                  | [ 74 ]               |
| 12      |                 | Эдуард Пялль (1903—1989) эст. Eduard Päll (Пялль, Эдуард Николаевич)                   | 5 марта 1947    | Председатель Президиума Верховного Совета Эстонской ССР эст. Eesti NSV Ülemnõukogu Presiidiumi esimees | Коммунистическая партия (большевиков) Эстонии → Коммунистическая партия Эстонии → Коммунистическая партия (самостоятельная) Эстонии | 4 июля 1950                                                                                   | [ 75 ]               |
| 13      |                 | Аугуст Якобсон (1904—1963) эст. August Jakobson (Якобсон, Аугуст Михкелевич)           | 4 июля 1950     | Председатель Президиума Верховного Совета Эстонской ССР эст. Eesti NSV Ülemnõukogu Presiidiumi esimees | Коммунистическая партия (большевиков) Эстонии → Коммунистическая партия Эстонии → Коммунистическая партия (самостоятельная) Эстонии | 4 февраля 1958                                                                                | [ 76 ]               |
| 14      |                 | Йохан Эйхфельд (1893—1989) эст. Johan Eichfeld (Эйхфельд, Иоган Гансович)              | 4 февраля 1958  | Председатель Президиума Верховного Совета Эстонской ССР эст. Eesti NSV Ülemnõukogu Presiidiumi esimees | Коммунистическая партия (большевиков) Эстонии → Коммунистическая партия Эстонии → Коммунистическая партия (самостоятельная) Эстонии | 12 октября 1961                                                                               | [ 77 ]               |
| 15      |                 | Алексей Мюйрисепп (1902—1970) эст. Aleksei Müürisepp (Мюрисепп, Алексей Александрович) | 12 октября 1961 | Председатель Президиума Верховного Совета Эстонской ССР эст. Eesti NSV Ülemnõukogu Presiidiumi esimees | Коммунистическая партия (большевиков) Эстонии → Коммунистическая партия Эстонии → Коммунистическая партия (самостоятельная) Эстонии | 7 октября 1970                                                                                | [ 78 ]               |
| и. о.   |                 | Александер Ансберг (1909—1975) эст. Aleksander Ansberg (Ансберг, Александр Янович)     | 7 октября 1970  | Председатель Президиума Верховного Совета Эстонской ССР эст. Eesti NSV Ülemnõukogu Presiidiumi esimees | Коммунистическая партия (большевиков) Эстонии → Коммунистическая партия Эстонии → Коммунистическая партия (самостоятельная) Эстонии | 22 декабря 1970                                                                               |                      |
| 16      |                 | Артур Вадер (1920—1978) эст. Artur Vader (Вадер, Артур Павлович)                       | 22 декабря 1970 | Председатель Президиума Верховного Совета Эстонской ССР эст. Eesti NSV Ülemnõukogu Presiidiumi esimees | Коммунистическая партия (большевиков) Эстонии → Коммунистическая партия Эстонии → Коммунистическая партия (самостоятельная) Эстонии | 25 мая 1978                                                                                   | [ 79 ]               |
| и. о.   |                 | Мета Ваннас (1924—2002) эст. Meta Vannas (Янголенко-Ваннас, Мета Вильямовна)           | 25 мая 1978     | Председатель Президиума Верховного Совета Эстонской ССР эст. Eesti NSV Ülemnõukogu Presiidiumi esimees | Коммунистическая партия (большевиков) Эстонии → Коммунистическая партия Эстонии → Коммунистическая партия (самостоятельная) Эстонии | 26 июля 1978                                                                                  | [ 80 ]               |
| 17      |                 | Йоханнес Кэбин (1905—1999) эст. Johannes Käbin (Кэбин, Иван Густавович)                | 26 июля 1978    | Председатель Президиума Верховного Совета Эстонской ССР эст. Eesti NSV Ülemnõukogu Presiidiumi esimees | Коммунистическая партия (большевиков) Эстонии → Коммунистическая партия Эстонии → Коммунистическая партия (самостоятельная) Эстонии | 8 апреля 1983                                                                                 | [ 81 ]               |
| 18 (I)  |                 | Арнольд Рюйтель (1928—2024) эст. Arnold Rüütel (Рюйтель, Арнольд Фёдорович)            | 8 апреля 1983   | Председатель Президиума Верховного Совета Эстонской ССР эст. Eesti NSV Ülemnõukogu Presiidiumi esimees | Коммунистическая партия (большевиков) Эстонии → Коммунистическая партия Эстонии → Коммунистическая партия (самостоятельная) Эстонии | 29 марта 1990                                                                                 | [ 82 ] [ 83 ] [ 84 ] |
| 18 (II) | 29 марта 1990   | Арнольд Рюйтель (1928—2024) эст. Arnold Rüütel (Рюйтель, Арнольд Фёдорович)            | 8 мая 1990      | Председатель Верховного Совета Эстонской ССР эст. Eesti NSV Ülemnõukogu esimees                        | Коммунистическая партия (большевиков) Эстонии → Коммунистическая партия Эстонии → Коммунистическая партия (самостоятельная) Эстонии |                                                                                               | [ 82 ] [ 83 ] [ 84 ] |
| 18 (II) | 8 мая 1990      | Арнольд Рюйтель (1928—2024) эст. Arnold Rüütel (Рюйтель, Арнольд Фёдорович)            | 6 октября 1992  | Председатель Верховного Совета Эстонской Республики эст. Eesti Vabariigi Ülemnõukogu esimees           | Коммунистическая партия (большевиков) Эстонии → Коммунистическая партия Эстонии → Коммунистическая партия (самостоятельная) Эстонии |                                                                                               | [ 82 ] [ 83 ] [ 84 ] |

### Полномочия Йюри Улуотса (1944—1945)
14 февраля 1944 года состоялось первое заседание Национального комитета Эстонской Республики (эст. Eesti Vabariigi Rahvuskomitee) — предпарламента, возникшего в оккупированной Вермахтом Эстонии. Комитет был создан политиками, представлявшими существовавшие в довоенной Эстонской Республике партии, его целью было восстановление независимости Эстонии на основании принципа правопреемственности Эстонской Республики. 20 апреля 1944 года в Таллинне Национальным комитетом были отменены все законодательные акты, принятые в Эстонии, начиная с 21 июня 1940 года; тем самым восстанавливались полномочия Йюри Улуотса как премьер-министра, и он согласно третьей конституции стал исполняющим обязанности президента. 1 августа Комитет провозгласил себя носителем высшей государственной власти в Эстонии, определив в опубликованной декларации свои задачи: «осуществление государственной власти до вступления в Эстонии в действие конституционных органов, а особенно организация защиты Эстонского государства и народа». 19 августа Улуотс вышел в радиоэфир с призывом приложить все силы для борьбы с наступающими войсками Красной Армии и вступать в про-германские коллаборационистские формирования. После решения немцев вывести войска из Эстонии Улуотс 18 сентября 1944 года утвердил правительство во главе с Отто Тиефом, с июля руководившим Национальным комитетом. Через два дня Комитет прекратил свою деятельность. Правительство Тиефа просуществовало несколько дней до занятия Таллинна Красной армией 24 сентября 1944 года.
| Портрет | Имя (годы жизни)                         | Полномочия     | Полномочия    | Наименование должности                              | Пр.    |
| Портрет | Имя (годы жизни)                         | Начало         | Окончание     | Наименование должности                              | Пр.    |
| ------- | ---------------------------------------- | -------------- | ------------- | --------------------------------------------------- | ------ |
|         | Йюри Улуотс (1890—1945) эст. Jüri Uluots | 20 апреля 1944 | 9 января 1945 | премьер-министр, исполняющий обязанности президента | [ 88 ] |

### Полномочия Аугуста Рея (1945—1953) и правительство в изгнании (1953—1992)
После того, как Йюри Улуотс умер 9 января 1945 года, Аугуст Рей, как старейший из оставшихся членов правительства, взял на себя организационную роль по сохранению эстонской государственности, что было поддержано уцелевшими от ареста членами правительства, бежавшими в Швецию. 12 января 1953 года в Осло (Норвегия) Рей провозгласил официальное правительство Эстонии в изгнании во главе с Йоханнесом Сиккаром. Из трёх стран Балтии только Эстония создала официальное правительство в изгнании (в Латвии и Литве суверенная власть была возложена на их дипломатические миссии). В Эстонии дипломатические миссии также были основным инструментом ведения ежедневных государственных дел (например, выдачи паспортов), особо значимую роль играло эстонское консульство в Нью-Йорке. Находившееся в Осло правительство в значительной степени имело символический характер. Последний премьер-министр — руководитель государства Хейнрих Марк закончил работу правительства в изгнании, передав свои верительные грамоты избранному президенту Эстонии Леннарту-Георгу Мери, который 8 октября 1992 года выступил с заявлением, поблагодарив правительство Эстонии в изгнании за то, что оно было хранителем правовой преемственности эстонского государства.
| Портрет | Имя (годы жизни)                                   | Полномочия      | Полномочия      | Наименование должности                                                       | Пр.           |
| Портрет | Имя (годы жизни)                                   | Начало          | Окончание       | Наименование должности                                                       | Пр.           |
| ------- | -------------------------------------------------- | --------------- | --------------- | ---------------------------------------------------------------------------- | ------------- |
|         | Аугуст Рей (1886—1963) эст. August Rei             | 9 января 1945   | 28 марта 1963   | де-факто глава государства в изгнании (в Стокгольме, затем в Осло)           | [ 22 ] [ 23 ] |
|         | Александер Варма (1890—1970) эст. Aleksander Warma | 29 марта 1963   | 23 декабря 1970 | премьер-министр, которому делегированы полномочия главы государства (в Осло) | [ 91 ]        |
|         | Тынис Кинт (1896—1991) эст. Tõnis Kint             | 23 декабря 1970 | 1 марта 1990    | премьер-министр, которому делегированы полномочия главы государства (в Осло) | [ 92 ]        |
|         | Хейнрих Марк (1911—2004) эст. Heinrich Mark        | 1 марта 1990    | 8 октября 1992  | премьер-министр, которому делегированы полномочия главы государства (в Осло) | [ 93 ]        |

## Вторая Республика (с 1992)

Штандарт президента.

Согласно конституции 1992 года главой Эстонии является «Президент Эстонской Республики» (эст. Eesti Vabariigi President). Его полномочия в значительной степени ограничены, он не входит в систему исполнительной власти и является, главным образом, символической фигурой, исполняющей представительские и различные формально-юридические функции. Президент не может быть членом какой-либо политической партии и занимать никакой иной выборной или назначаемой должности. В целом статус, полномочия и роль президента в особых ситуациях определены статьёй 78 конституции страны. Помимо прописанных в конституции и законах им осуществляются также ряд неформальных функций, обусловленных традициями и личностными качествами занимавших пост главы государства лиц.
Выборы президента проходят путём голосования в Рийгикогу (парламенте) или в специальной коллегии выборщиков (с чередованием раундов голосования между этими органами). Президент избирается сроком на пять лет, одно и то же лицо не может быть избрано президентом более, чем на два срока подряд.
|           | Портрет          | Имя (годы жизни)                                        | Полномочия      | Полномочия                                                   | Выдвинут партией                                    | Выборы                                                         | Пр.                    |
| Начало    | Портрет          | Имя (годы жизни)                                        | Окончание       |                                                              | Выдвинут партией                                    | Выборы                                                         | Пр.                    |
| --------- | ---------------- | ------------------------------------------------------- | --------------- | ------------------------------------------------------------ | --------------------------------------------------- | -------------------------------------------------------------- | ---------------------- |
| 19 (I—II) |                  | Леннарт-Георг Мери (1929—2006) эст. Lennart-Georg Meri  | 6 октября 1992  | 20 сентября 1996                                             | Национальная коалиционная партия «Отечество»        | 1992 (во II раунде, парламентом, 59 голосами из 101)           | [ 96 ] [ 97 ] [ 98 ]   |
| 19 (I—II) | 20 сентября 1996 | Леннарт-Георг Мери (1929—2006) эст. Lennart-Georg Meri  | 8 октября 2001  | 1996 (в V раунде, коллегией выборщиков, 196 голосами из 372) | Национальная коалиционная партия «Отечество»        |                                                                | [ 96 ] [ 97 ] [ 98 ]   |
| 18 (III)  |                  | Арнольд Рюйтель (1928—2024) эст. Arnold Rüütel          | 8 октября 2001  | 9 октября 2006                                               | Народный союз Эстонии                               | 2001 (в V раунде, коллегией выборщиков, 186 голосами из 366)   | [ 84 ] [ 96 ] [ 99 ]   |
| 20 (I—II) |                  | Тоомас Хендрик Ильвес (1953—) эст. Toomas Hendrik Ilves | 9 октября 2006  | 29 августа 2011                                              | Социал-демократическая партия Эстонии               | 2006 (во IV раунде, коллегией выборщиков, 174 голосами из 345) | [ 96 ] [ 100 ] [ 101 ] |
| 20 (I—II) | 29 августа 2011  | Тоомас Хендрик Ильвес (1953—) эст. Toomas Hendrik Ilves | 10 октября 2016 | 2011 (в I раунде, парламентом, 73 голосами из 101)           | Социал-демократическая партия Эстонии               |                                                                | [ 96 ] [ 100 ] [ 101 ] |
| 21        |                  | Керсти Кальюлайд (1969—) эст. Kersti Kaljulaid          | 10 октября 2016 | 11 октября 2021                                              | выдвинута советом старейшин парламента Эстонии      | 2016 (в VI раунде, парламентом, 81 голосами из 101)            | [ 96 ] [ 102 ] [ 103 ] |
| 22        |                  | Алар Карис (1958—) (эст. Alar Karis)                    | 11 октября 2021 | действующий                                                  | Партия реформ Эстонии и Центристская партия Эстонии | 2021 (во II раунде, парламентом, 72 голосами из 101)           | [ 104 ] [ 105 ]        |